# گلدشت (اشتهارد)
گلدشت (اشتهارد)، روستایی از توابع بخش مرکزی شهرستان اشتهارد در استان البرز ایران است.